# Karliczek
Karliczek (Microchera albocoronata) – gatunek małego ptaka z rodziny kolibrowatych (Trochilidae). Występuje w Ameryce Centralnej. Nie jest zagrożony wyginięciem.

## Taksonomia
Po raz pierwszy gatunek opisał w 1855 roku George Lawrence, nadając mu nazwę Mellisuga albocoronata. Opis opublikowano w Annals of the Lyceum of Natural History of New York. Holotyp pochodził z prowincji Veraguas w Panamie. W 1858 roku John Gould wprowadził dla tego gatunku nowy rodzaj Microchera.
Nazwa rodzajowa Microchera pochodzi od greckich słów μικρος mikros „mały” i χηρα khēra „wdowa” (tj. „w żałobie, czarny”). Epitet gatunkowy również odnosi się do wyglądu, w tym wypadku cechy charakterystycznej u samców i pochodzi z łaciny. Albocoronata: albo „biały”, coronata „koronowany”.

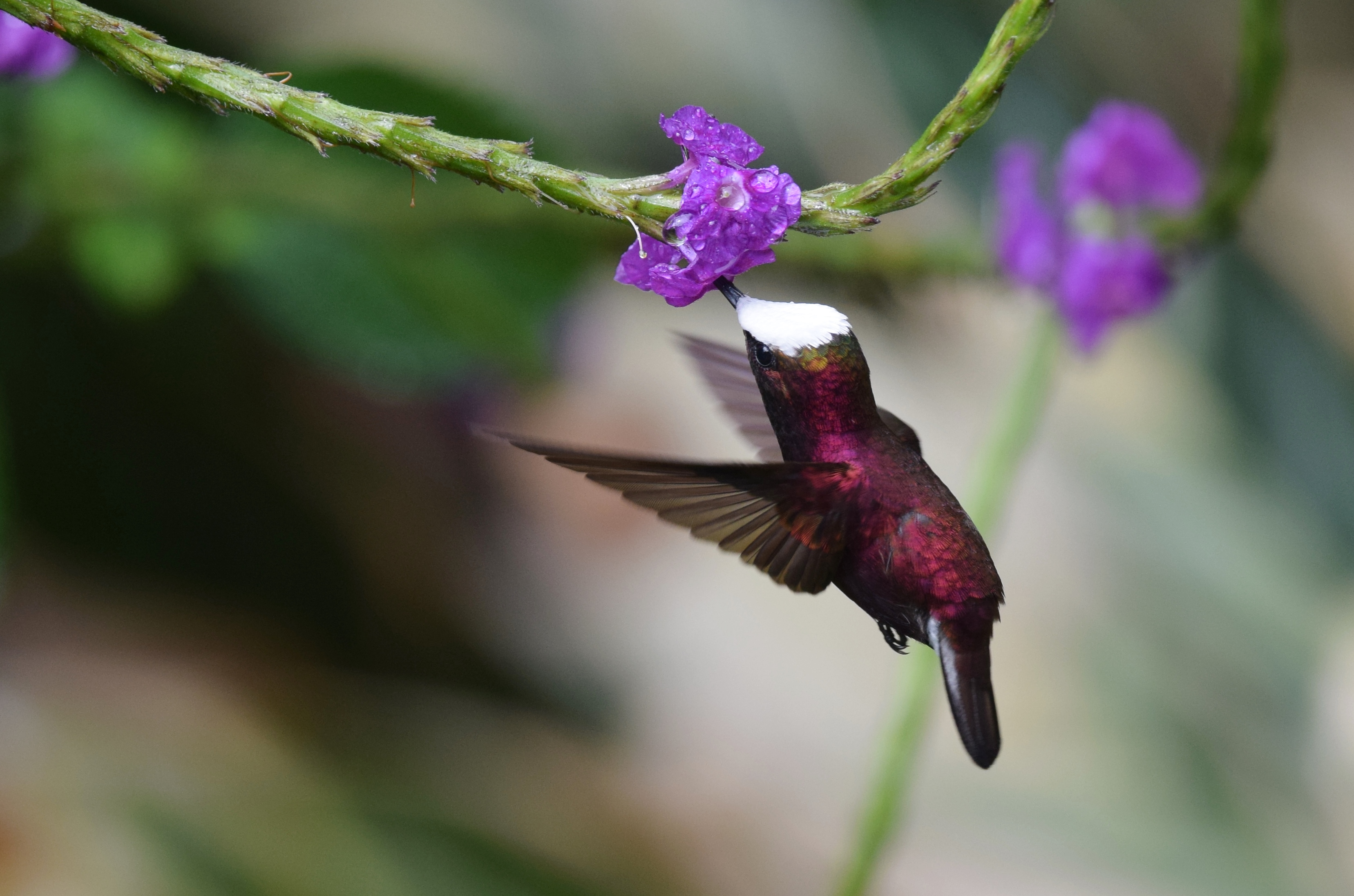
Samiec w locie

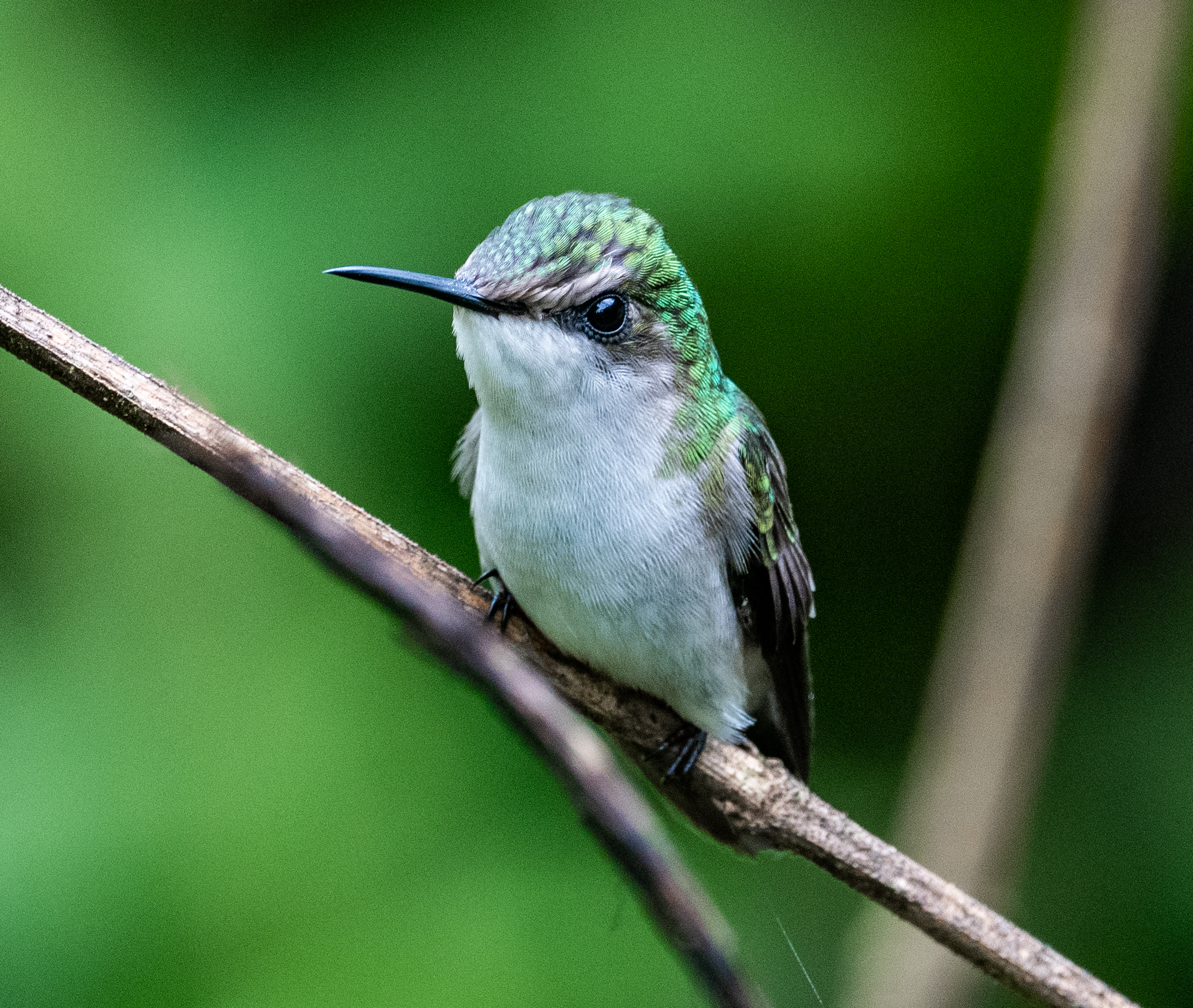
U samicy w upierzeniu dominuje zieleń i biel

## Podgatunki i zasięg występowania
Występuje głównie w nadatlantyckiej części Ameryki Centralnej – od wschodniego Hondurasu i wschodniej części Nikaragui po północną i środkową Kostarykę i północno-zachodnią Panamę. Najczęściej notowany między 300 a 800 m n.p.m.
Wyróżnia się następujące podgatunki:
- M. a. albocoronata (Lawrence, 1855) występujący w zachodnio-środkowej Panamie;
- M. a. parvirostris (Lawrence, 1865) występujący od Hondurasu po Kostarykę i prawdopodobnie zachodnie krańce Panamy.

## Morfologia
Jest jednym z najmniejszych gatunków kolibrów, a co za tym idzie jednym z najmniejszych ptaków świata w ogóle. Długość ciała wynosi zaledwie 6–6,6 cm, a masa 2–3 gramy. Dziób cienki i dość krótki barwy czarnej, podobnie jak nogi. W upierzeniu występuje wyraźny dymorfizm płciowy, charakterystyczny dla większości kolibrów. Samiec przeważająco ciemno ubarwiony. Jego pióra połyskują intensywnie różnymi odcieniami purpury i czerwieni, po złote akcenty na głowie i grzbiecie. Jednak najbardziej charakterystyczną jego cechą, od której wziął się też łaciński epitet gatunkowy, jest śnieżnobiała plama na głowie. Obejmuje ona czoło od nasady dzioba po środek głowy nad okiem. Plama ta czyni go rozpoznawalnym spośród innych kolibrów nawet dla niewprawnego obserwatora. Białawe są również zewnętrzne sterówki ogona, co widoczne jest głównie podczas lotu, ponieważ w czasie spoczynku widoczne są tylko ich ciemniejsze zakończenia. Samica zupełnie inaczej ubarwiona – wierzch ciała połyskuje różnymi odcieniami zieleni, miejscami przechodzącymi w złoto lub barwę szmaragdową. Same skrzydła ciemnoszare, ze słabym połyskiem. Spód ciała od gardła aż po ogon matowo biały. Jasna część upierzenia rozleglejsza niż u samic innych gatunków. Młode osobniki upierzeniem przypominają samice, choć o bardziej matowym upierzeniu. U młodych samców dorosłe upierzenie pojawia się stopniowo w postaci nieregularnych purpurowych plam.

## Ekologia i zachowanie
Zamieszkuje zarówno pierwotne lasy deszczowe, jak i tereny przekształcone przez człowieka, jeśli tylko znajdzie wystarczająco dużo pokarmu. Na czas lęgów przenosi się w niewysokie obszary górskie (maksymalnie widywany do 1650 m n.p.m.), po odbyciu lęgów wraca na sąsiednie obszary nizinne. Prowadzą samotniczy tryb życia. Samce są silnie terytorialne i bronią swojego obszaru żerowisk, często jednak są wypierane przez większe kolibry. Wiele roślin polega na zapylaniu przez kolibry, których długi dziób i język sięgają dalej niż większości owadów.

### Pożywienie
Dietę stanowi nektar z kwiatów leśnych roślin: pnączy i epifitów, zwłaszcza z rodzajów Norantea, Columnea, Cavendishia. Żeruje również wśród kwiatów drzew i krzewów z rodzajów Warszewiczia, Inga czy Pithecellobium. Na skraju lasów lub bardziej otwartych przestrzeniach wybiera kwiaty krzewów, pnączy czy bylin z rodzajów Hamelia, Cephaelis, Psychotria, Besleria, Stachytarpheta czy Gurania. Dietę uzupełnia drobnymi pająkami i owadami, zwłaszcza w okresie karmienia młodych. Gniazdująca samica może schwytać do 2 tys. owadów dziennie.

### Lęgi
Lęgi poprzedzają zaloty, które u karliczków polegają na popisach wokalnych samców. Na tokowiska wybierają one niewielki obszar, zazwyczaj na skraju lasu, gdzie kilka samców próbuje zwabić samicę śpiewem. Melodię stanowi szczebiotanie „tsitsap tsitsap tsitsap tsuu ttsii”. Jak u większości kolibrów budową gniazda i opieką nad młodymi zajmuje się wyłącznie samica. Gniazdo stanowi mały kielich zbudowany z delikatnego materiału roślinnego i pajęczyny. Z wierzchu przystrojony dla kamuflażu mchami lub porostami. Zazwyczaj jest przymocowane do małej, poziomo rosnącej gałązki lub pnącza. W lęgu znajdują się najczęściej dwa białe, wydłużone jaja. Wysiadywane są przez nieco ponad dwa tygodnie, a młode wykluwają się nagie, ślepe i niedołężne. Samica karmi młode zwróconym nektarem i częściowo przetrawionymi owadami. Przez około 12 dni po wykluciu ogrzewa je w nocy własnym ciałem. Młode opuszczają gniazdo po około 20 dniach.

## Status zagrożenia
IUCN uznaje karliczka za gatunek najmniejszej troski (LC, Least Concern) nieprzerwanie od 1988 roku (stan w 2024). Dość rozległy zasięg występowania, dość duża liczebność i adaptacja gatunku do życia także na terenach przekształconych przez człowieka powodują, że karliczek nie został zaliczony do zagrożonych gatunków. W 2022 roku organizacja Partners in Flight szacowała liczebność populacji na 50 000 – 499 999 dorosłych osobników. BirdLife International ocenia trend populacji jako spadkowy ze względu na postępującą wycinkę lasów.